# Juiced (серия игр)
Juiced — серия видеоигр в жанре аркадных автогонок, разработанная студией Juice Games и изданная компанией THQ. Всего вышло три части серии: Juiced, его сиквел — Juiced 2: Hot Import Nights, и спин-офф — Juiced: Eliminator.

## Игровой процесс
Серия сосредоточена на тематике уличных гонок по специализированным городским трассам, представляя собой полупрофессиональный автоспорт. В первой части основную роль играл режим карьеры, в котором необходимо выигрывать гоночные состязания и тем самым получать уважение со стороны других гонщиков; предусмотрена возможность нанять команду гонщиков и захватывать городские районы с помощью побед в гонках. Кроме того, состязания всегда назначены в календаре, а значит, вернуться к пройденным гонкам не представляется возможным. Перед соревнованием нужно сделать ставку, в зависимости от размера которой при победе даётся больше наличных денег, которые тратятся на ремонт, тюнинг и покупку машин. Помимо этого, перезапуск большинства гонок невозможен, за ремонт своего автомобиля после столкновений нужно платить, а если врезался в машину другого гонщика, нужно заплатить и за её ремонт.
Продолжение значительно отличается от своего предшественника упрощённостью. Так, в игре были убраны календарь гоночных событий и соревнования по дрэг-рейсингу, а также появилась возможность перезапуска гонки. Кроме того, игрок не должен платить за ремонт машины — автомобили восстанавливают своё первоначальное состояние после каждой гонки; управление также стало менее реалистичным. Помимо этого, если в первой игре действие происходило в вымышленном городе, то в сиквеле гонки проходят в реальных городах по всему миру.
Обе части имеют лицензированные автомобили и возможности их тюнинга. В первой игре автомобили делились на машины с передним, задним и полным приводом, как следствие имелись заметные различия в их манёвренности. Тюнинг представлял собой замену деталей двигателя и ходовой части с последующим увеличением производительности. С помощью стайлинга можно изменить бампера, пороги, капоты, спойлера и многие другие запчасти. В продолжении автомобили делятся на разные классы, от которых зависит участие игрока в тех или иных гоночных лигах. Возможности стайлинга стали ещё более обширными, в частности увеличилось количество изменяемых деталей, появилась возможность изменения салона, а также аэрография с полноценным редактором винилов.

## Оценки и мнения
| Игра                        | GameRankings                                                                 | Metacritic                                                                   |
| --------------------------- | ---------------------------------------------------------------------------- | ---------------------------------------------------------------------------- |
| Juiced                      | 76,67 % (моб.) 71,45 % (Xbox) 67,48 % (PS2) 66,95 % (PC)                     | 68/100 (Xbox) 68/100 (PS2) 63/100 (PC)                                       |
| Juiced: Eliminator          | 62,48 %                                                                      | 65/100                                                                       |
| Juiced 2: Hot Import Nights | 74,14 % (PSP) 72,83 % (DS) 70,68 % (PS3) 68,87 % (X360) 68 % (PS2) 61 % (PC) | 73/100 (PSP) 72/100 (DS) 71/100 (PS3) 68/100 (X360) 66/100 (PS2) 61/100 (PC) |

Игры серии Juiced получали довольно противоречивые отзывы от рецензентов. Некоторые обозреватели позитивно отнеслись к идее и управлению первой части, но также критиковалась излишняя сложность. Сиквел критиковался из-за ухудшенного управления и посредственной технической стороны, но в то же время похвалы получили обширный выбор автомобилей и возможности их тюнинга и стайлинга.